# Coenonympha oedippus

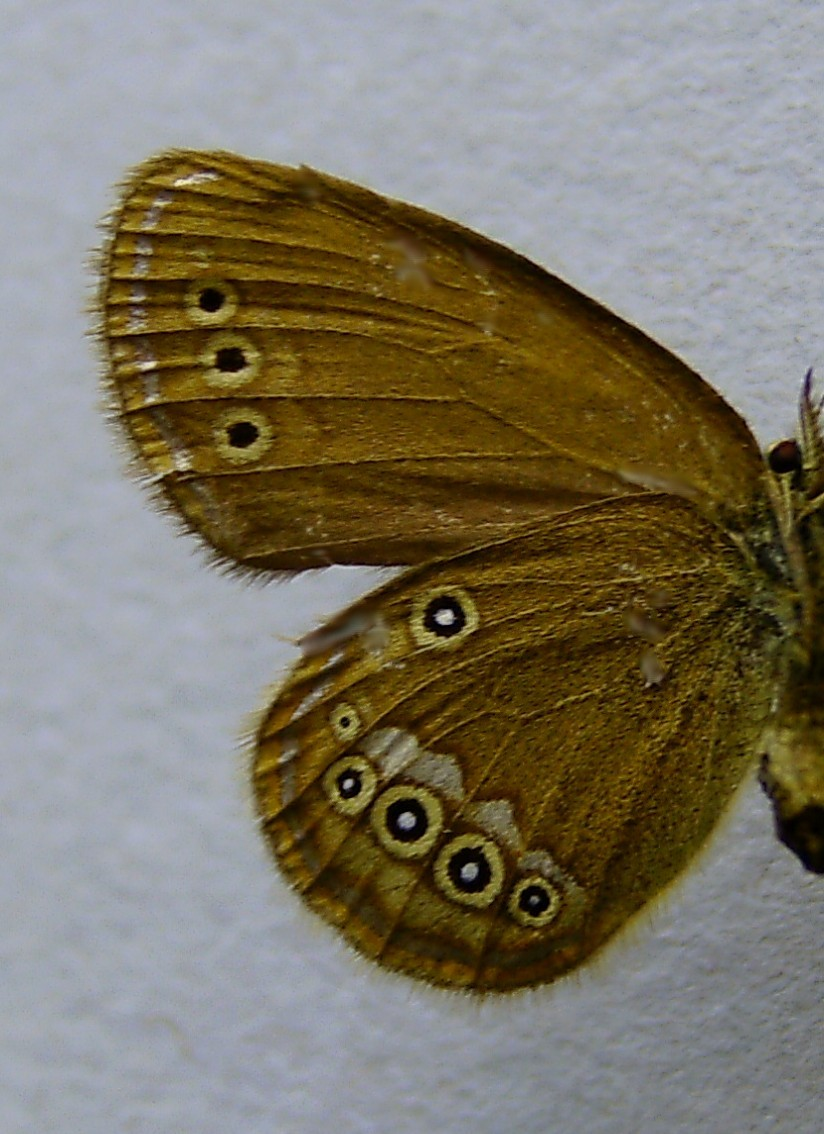
Underside of a female

The False Ringlet (Coenonympha oedippus) là một loài bướm ngày thuộc họ Satyridae. Nó được tìm thấy ở Áo, Bỉ, Pháp, Hungary, Ý, Nhật Bản, Kazakhstan, Liechtenstein, Mông Cổ, Ba Lan, Nga, Slovakia, Slovenia, Tây Ban Nha, Thụy Sĩ, và Ukraina. It is extinct in Bulgaria, Đức và Slovakia.
The false ringlet butterfly is endangered and is extinct is some lands.

## Hình ảnh

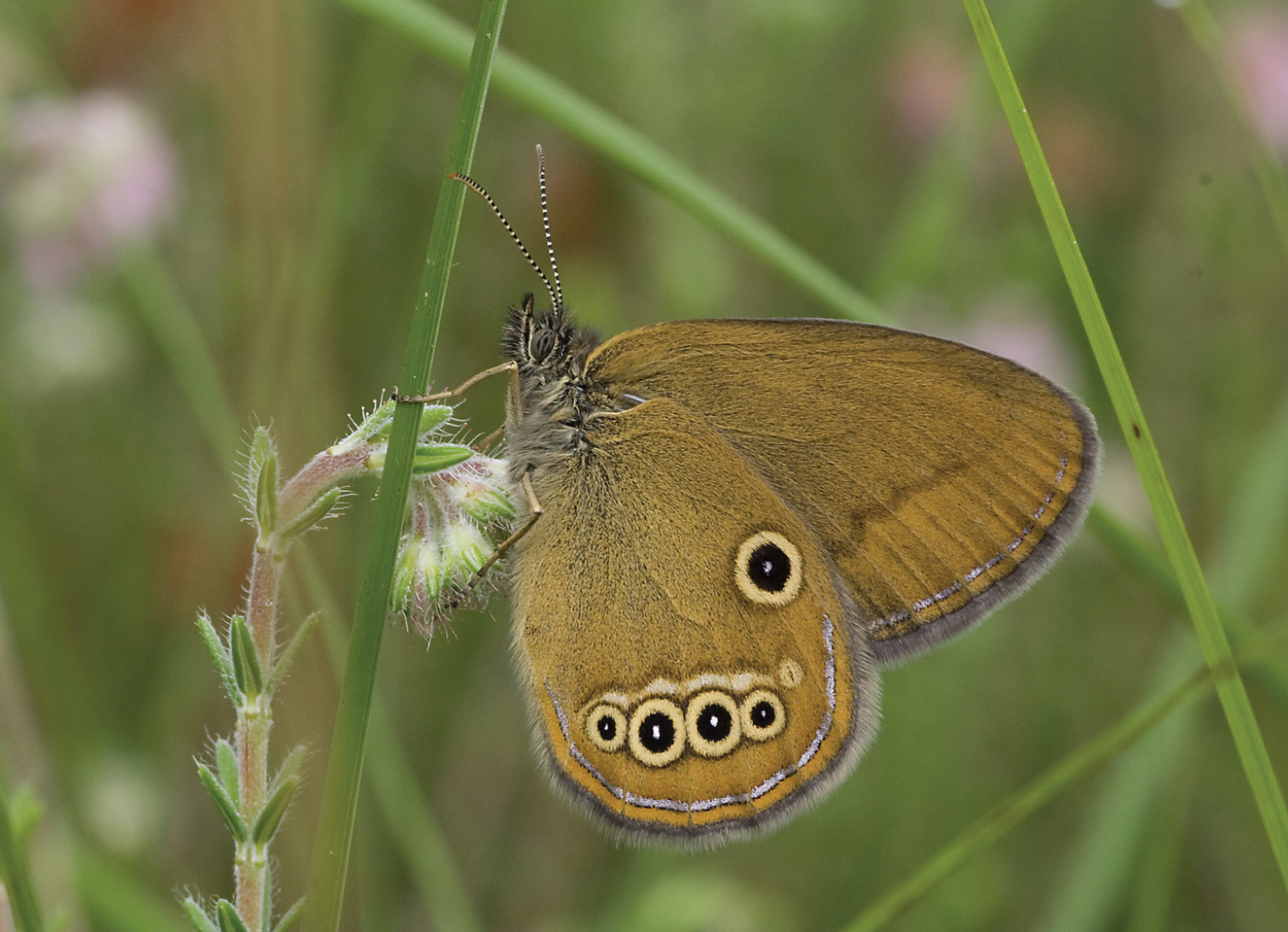
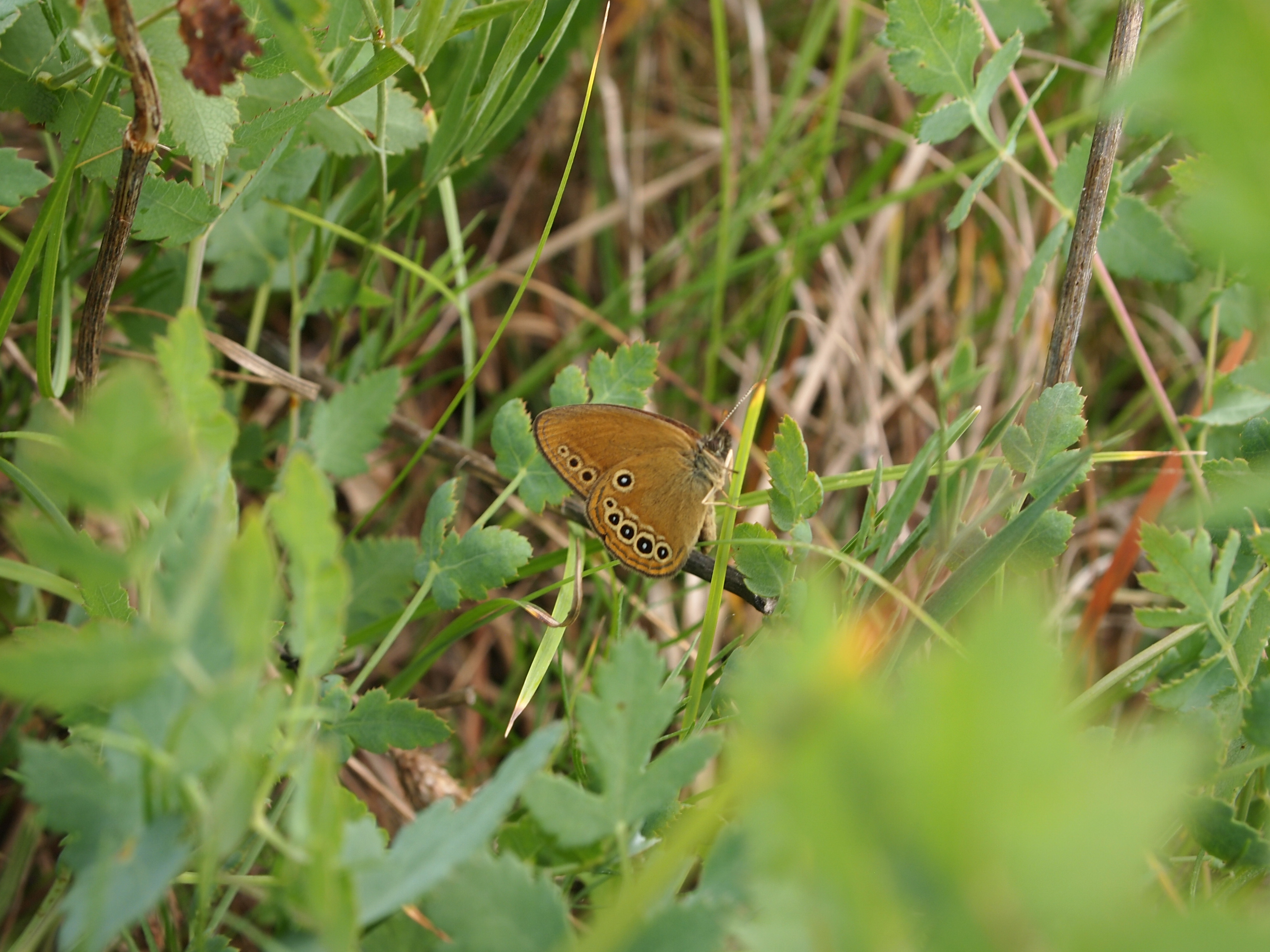
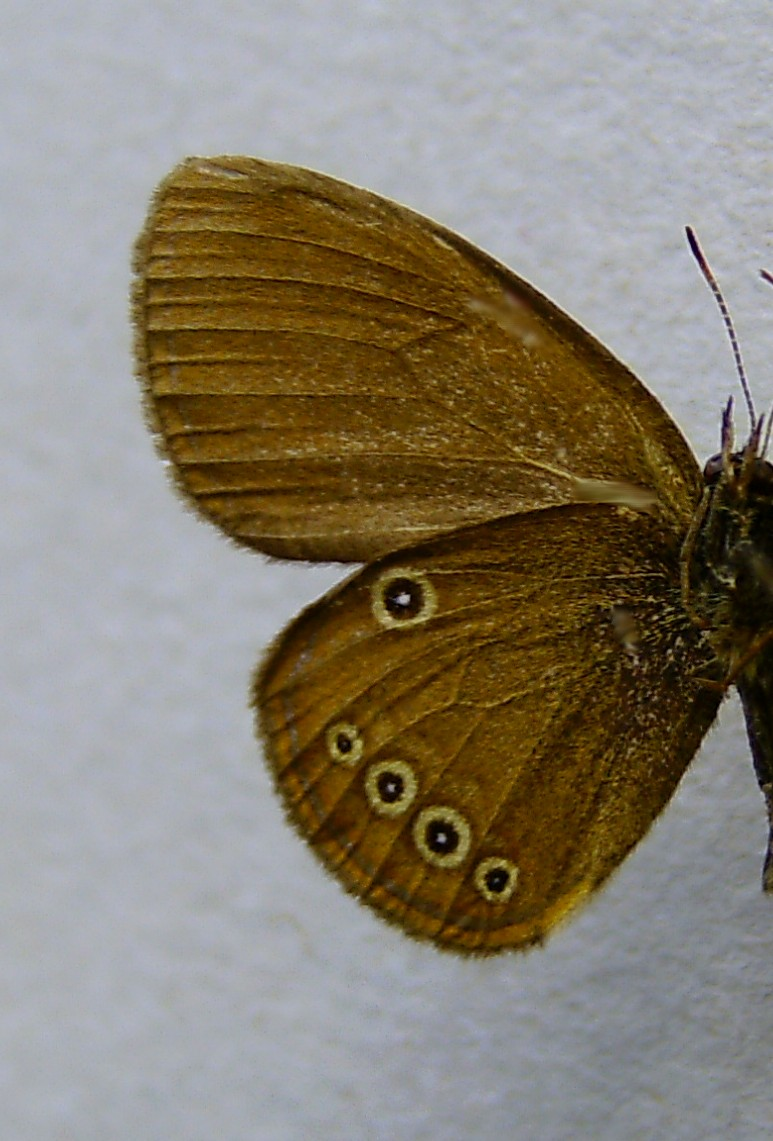